# Lijst van voetbalinterlands Azerbeidzjan - Verenigde Arabische Emiraten
Deze lijst van voetbalinterlands is een overzicht van alle officiële voetbalwedstrijden tussen de nationale teams van Azerbeidzjan en de Verenigde Arabische Emiraten. De landen speelden tot op heden een keer tegen elkaar: een vriendschappelijke wedstrijd op 14 december 2003 in Dubai.

## Wedstrijden
| № | Plaats | Datum            | Competitie        | Wedstrijd                                   | Uitslag |
| - | ------ | ---------------- | ----------------- | ------------------------------------------- | ------- |
| 1 | Dubai  | 14 december 2003 | Vriendschappelijk | Verenigde Arabische Emiraten – Azerbeidzjan | 3 – 3   |

## Samenvatting
| Competitie        | Totaal gespeeld | Winst Azerbeidzjan | Gelijk | Winst V.A.E. | Doelsaldo Azerbeidzjan – V.A.E. |
| ----------------- | --------------- | ------------------ | ------ | ------------ | ------------------------------- |
| Vriendschappelijk | 1               | 0                  | 1      | 0            | 3 − 3                           |
| Totaal            | 1               | 0                  | 1      | 0            | 3 − 3                           |

Wedstrijden bepaald door strafschoppen worden, in lijn met de FIFA, als een gelijkspel gerekend.